# درخت دم‌اسبی

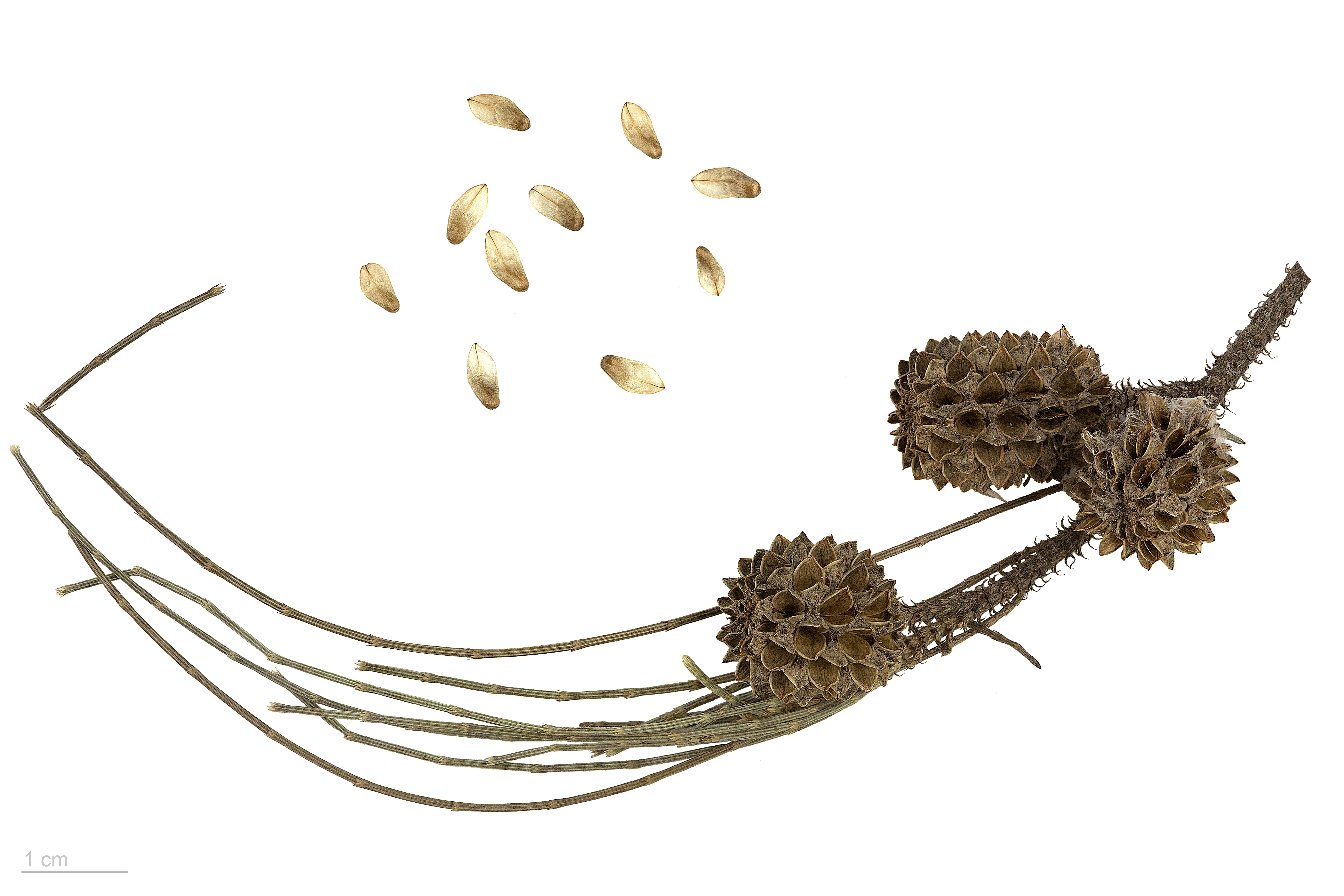
Casuarina equisetifolia”

درخت دم‌اسبی(نام علمی: Casuarina equisetifolia) نام یک گونه از سرده دم‌اسب‌درختی است.